# Theodor Pauppill
Theodor Pauppill (* 16. September 1887 in Wien) war ein österreichischer Politiker (SDAP) und Telegraphen-Oberwerkmeister. Pauppill war von 1927 bis 1934 Abgeordneter zum Landtag von Niederösterreich.
Pauppill besuchte nach der Volksschule die Bürgerschule und eine Fortbildungsschule. Ab 1904 arbeitete er als Telegraphenmonteur, später war er als Telegraphen-Oberwerkmeister tätig. Pauppill lebte in Neumarkt an der Ybbs. Pauppill leistete seinen Militärdienst zwischen 1914 und 1916 während des Ersten Weltkriegs ab.
Pauppill hatte mehrere Funktionen in verschiedenen Arbeitervereinigungen inne und vertrat die Sozialdemokratische Arbeiterpartei zwischen dem 20. Mai 1927 und dem 16. Februar 1934 im Niederösterreichischen Landtag. Pauppill verlor sein Mandat infolge des Österreichischen Bürgerkriegs und dem Verbot der Sozialdemokratischen Arbeiterpartei Österreichs. 